# Żale (literatura)
Żale – w literaturze staropolskiej utwory liryczne wyrażające ból z powodu nieszczęścia, skargi i narzekania na los. Ich tematyka bywała religijna (np. w pasyjnym utworze średniowiecznym Żale Matki Boskiej pod krzyżem) lub patriotyczna (np. F. Karpińskiego Żale Sarmaty nad grobem Zygmunta Augusta). Mianem żali określa się też czasem opłakujące czyjąś śmierć cykliczne utwory zbliżone do trenów (np. Żale nagrobne na ślachetnie urodzonego pana Jana Kochanowskiego autorstwa Sebastiana Klonowica).